# Love Made Me Do It
Love Made Me Do It ist ein Lied der britischen Sängerin Cheryl aus dem Jahre 2018. Es wurde von der Künstlerin selbst, Natasha Bedingfield, Kylie Minogue, Nicola Roberts, Miranda Cooper, Dylan Cooper und The Invisible Men geschrieben sowie von letztgenannten beiden produziert. Es ist bislang auf keinem Album erschienen.

## Hintergrund
Bei Love Made Me Do It handelt es sich um Cheryls erste Veröffentlichung seit ihrer Trennung von dem Sänger Liam Payne, wodurch Gerüchte kursierten, das Lied stelle eine Abrechnung mit diesem dar. Dies dementierte die Musikerin jedoch; der Song wäre bereits lange vor dem Ende der Beziehung fertig gewesen. Tatsächlich ging das Lied durch mehrere Hände, bevor es bei ihr landete. Zunächst entstand der Titel bei einer Songwriting Session von Natasha Bedingfield, die sich noch nicht darüber im Klaren war, wer ihn am Ende singen solle. Er wurde schließlich an Kylie Minogue weitergereicht, die den Text weiter veränderte und den Track dann Nicola Roberts überließ. Diese pflegte mit ihrer ehemaligen Girls-Aloud-Kollegin Cheryl ein freundschaftliches Verhältnis und spielte ihr regelmäßig Stücke, an denen sie gerade arbeitet, vor, von denen sie sich jene, die ihr gefielen, für sich selbst aussuchen konnte. So erhielt Cheryl am Ende Love Made Me Do It, welches sie gemeinsam mit Roberts weiter ausarbeitete.

## Musik und Text
Love Made Me Do It ist ein Popsong mit minimalistischer Produktion, die vorwiegend Drumcomputer als musikalische Begleitung des Gesangs der Interpretin einsetzt. Inhaltlich thematisiert das Lied Cheryls Angewohnheit, sich oft zu verlieben, selbst, wenn ein Mann nicht gut für sie ist. Sie selbst habe dabei in den Beziehungen verschiedene Rollen eingenommen, vom „bösen Mädchen“ bis hin zur „guten Ehefrau“. Anstatt auf ihren Kopf zu hören, hätte ihr Herz stattdessen alles ruiniert, sie selbst weist aber die Schuld für diese Umstände von sich, da es die Liebe sei, die sie dies tun ließ – und auch in Zukunft wäre das der Fall.

## Musikvideo
Der unter der Regie von Sophie Muller entstandene Videoclip zeigt Cheryl, teilweise zusammen mit anderen Tänzern, vor einem Hintergrund, der in seiner Farbgebung fließend zwischen Schwarz zu Weiß wechselt, eine Choreografie zum besten geben. Der Schnitt greift dabei oft auf die Split-Screen-Technik zurück, zudem werden häufig transparente, verschiedenfarbige Rechtecke sowie Textpassagen eingeblendet. Ab der zweiten Strophe ist die Sängerin zudem vor violetten, rosafarbenen und blauen Neonlichtern zu sehen.

## Kritik
Love Made Me Do It erhielt überwiegend positive Kritiken. Es würde nach langer Abwesenheit und nach ihrem enttäuschenden Album Only Human aus dem Jahre 2014 wieder eine willkommene Rückkehr zu alter Größe darstellen. Anstelle eines Anbiedern an aktuelle Trends traue sich die Musikerin, etwas Frisches auszuprobieren, und würde dies – anders als bei vorangegangenen Versuchen, zu experimentieren – mühelos bewältigen. Man bemerkte, dass der Track auf Minimalismus setze und neben den Harmonien des Gesangs vorrangig nur auf Percussion aufbaue, zudem würde es ein vielversprechender Anwärter auf den Titel des Ohrwurm des Jahres sein. Das Lied wäre darüber hinaus lyrisch ihr bislang persönlichstes und würde eine halb-humorvolle Auseinandersetzung mit ihrem Liebesleben bieten. Jedoch bestanden Zweifel darin, ob der Titel als Leadsingle eines potenziellen Albums geeignet wäre und ob es der Sängerin gelänge, mit ihm ein Comeback einzuleiten.
Besonders harsche Kritik betraf allerdings einen Auftritt Cheryls bei der Castingshow The X Factor. Dieser wurde insbesondere vom Publikum der Sendung abgelehnt und mitunter als „schmerzhaft“ bezeichnet, was von der britischen Presse aufgegriffen wurde. Ihr Gesang wäre schief gewesen, und zudem wurde sie für einen Moment in der Choreografie angefeindet, indem sie ihre Hand ableckte.

## Erfolg
| ChartsChartplatzierungen     | Höchstplatzierung | Wochen |
| ---------------------------- | ----------------- | ------ |
| Vereinigtes Königreich (OCC) | 19 (4 Wo.)        | 4      |